# Bataille de Qamichli
Guerre civile syrienne
Batailles
La bataille de Qamichli a lieu du 20 au 22 avril 2016 lors de la guerre civile syrienne.

## Prélude

Situation à Qamichli au terme des combats :
Contrôlé par le régime syrien
Contrôlé par les Kurdes (YPG, YPJ et Assayech)

Depuis 2012, le contrôle de la ville de Qamichli est partagé entre les troupes loyalistes du régime syrien et les Kurdes du PYD qui observent un pacte de non-agression,. La ville est peuplée de 220 000 habitants, dont 80 % de Kurdes. Elle est contrôlée en majeure partie par les forces du PYD, mais les forces du régime occupent certains quartiers ainsi que l'aéroport,. Cependant fin 2015, de fortes tensions opposent ces deux forces. Le 17 décembre 2015, deux miliciens loyalistes des Forces de défense nationale sont tués dans un affrontement. Puis, le 31 décembre 2015 et le 24 janvier 2016, la ville de Qamichli est frappée par des attentats qui font 19 morts dans les quartiers chrétiens. Ces attaques sont revendiquées par les djihadistes de l'État islamique. Pourtant, les Assayech — les forces de police kurdes — accusent les Forces de défense nationale d'en être à l'origine.

## Déroulement
Le 20 avril 2016, des affrontements éclatent à un barrage de la ville après une dispute entre des miliciens du régime et une voiture des Assayech,. Selon l'Observatoire syrien des droits de l'homme (OSDH), au terme des premiers échanges de tirs, trois membres des Assayech et quatre miliciens pro-régime sont tués, tandis que 20 autres miliciens sont arrêtés par les forces kurdes. 
Une partie des miliciens des Forces de défense nationale se replient alors et se retranchent dans la prison Allya,. Les Kurdes leur adressent une sommation et leur laissent jusqu'au 21 avril, à midi, pour se rendre. Après l'expiration de l'ultimatum, les Kurdes lancent l'assaut et s'emparent des bâtiments pénitenciers. Environ 40 à 50 miliciens loyalistes sont faits prisonniers,.
Le même jour, des roquettes sont tirées par les loyalistes sur la prison, le siège du Conseil démocratique syrien et des quartiers résidentiels. Les militaires de l'armée arabe syrienne et les YPG interviennent à leur tour dans la bataille. Les Assayech engagent également leurs unités spéciales d'élite (HAT),
Une moto piégée explose également le 21 avril à un poste de contrôle des Assayech : cette attaque est revendiquée par l'État islamique.
Le 22 avril, des émissaires loyalistes et kurdes se rencontrent à l'aéroport de Qamichli, afin d'ouvrir des négociations. Ces dernières aboutissent à une trêve, qui est conclue dans l'après-midi,. Le 24 avril, un accord est conclu pour procéder à un échange de prisonniers et de blessés afin de consolider la trêve. Au terme des pourparlers, les Kurdes du PYD conservent les positions conquises pendant la bataille, notamment la prison de la ville. En mai, les Forces de défense nationale sont retirées de Qamichli — où elles sont remplacées par des troupes de l'armée syrienne — et redéployées dans des villages au sud de la ville.

## Pertes
Le 24 avril, le bilan des combats est selon l'Observatoire syrien des droits de l'homme (OSDH) d'au moins 10 tués chez les YPG et les Assayech contre au moins 31 morts du côté des loyalistes. Cependant le 27 avril, l'OSDH revoit son bilan à la hausse à au moins 16 morts pour les combattants kurdes,. Les tirs du régime ont également fait au moins 17 morts parmi les civils,. Au cours des combats, 102 miliciens et militaires du régime ont également été fait prisonniers par les Kurdes, tandis que le nombre des Kurdes capturés par les loyalistes n'est pas connu.